# 地主職
地主職（じぬししき/じしゅしき）とは、荘園公領制において国衙によって補任された職の1つ。国衙によって土地の私有を公認され、一定の得分が与えられた。
「地主」という言葉は8世紀から見られるが、地主職の原形は名ごとに田堵が置かれるようになった10世紀に遡る。元来、田堵はその土地の年貢納入を請負うだけで占有権と作手と呼ばれる耕作権しか有していなかったが、それが世襲されるとともに権利化していって「地主（職）」と称されるようになった。
11世紀から12世紀にかけて、未開地や荒廃地の開発のため、国衙が特定の人物に開発予定地の地主の権利を付与・保証しており、これが地主職となった。地主職を与えられた者はこの権利を利用して土地を開発して開発領主となる。
関東地方では、上野国新田郡の新田義重、下総国相馬郡（布施郷）の千葉常重、同印旛郡の上総常澄が地主職として知られ、それぞれの開発地は後の新田荘・相馬御厨・印東荘の元になった。
開発領主は後に権門に寄進して荘園化して自らはその荘官として引き続き支配をしたり、従来通り公領のままであった土地も荘園と似たような実態になることにより、地主職は下司職などの下級荘官の職に吸収される形で14世紀にはその姿を消すことになった。
なお、土地所有者としての「地主」の語は地主職消滅後も引き続き土地の私的所有者を指す言葉として中世・近世・近代を通じて存続し、農地改革に至ることになった。